# Opsada Antwerpena
Opsada Antwerpena bila je sukob između njemačke i austro-ugarske te belgijske, britanske i francuske vojske oko utvrđenog grada Antwerpena tijekom Prvog svjetskog rata. Njemačke trupe opkolile su garnizon belgijskih trupa u utvrdama, belgijske kopnene vojske i britanske kraljevske pomorske divizije na području Antwerpena, nakon njemačke invazije na Belgiju u kolovozu 1914. godine.

## Položaj snaga i priprema
Njemačko vrhovno zapovjedništvo izdala je još početkom rujna 1914. naredbu za napad na Antwerpen gdje se poslije pada Liègea i Namura povukla skoro cijela belgijska vojska. No, zbog razvoja bitke na Marni te izlaska Belgijanaca iz Antwerpena napad je počeo tek 27. rujna. Belgijska vojska zaposjela je poljske položaje neposredno ispred vanjske linije utvrda. Evakuirane su bolnice, zalihe hrane i materijala u Oostende.
Napad Nijemaca pod zapovjedništvom generala Hans von Beselera počele su 27. rujna, a sljedećeg dana ujutro, s 173 topa (devet kalibra 305, a četiri 420 mm), započelo je snažno šestodnevno bombardiranje bojišta Dendermonde — Lier. Beseler je odlučio napasti JI odsjek fronta kod Antwerpena iako su tamo rijeke Rupel i Nete pružale braniteljima povoljnije uvjete za daljnji otpor.

## Tijek opsade i dolazak pojačanja
Belgijske trupe su do 30. rujna odbačene na liniju utvrda, a svi pokušaji protunapada bili su bezuspješni. Teško topništvo 305 i 420 mm, izvan dometa Belgijanaca, probijala je lako zidove utvrda. Nijemci su 1. listopada u 17h izvršili juriš na utvrde koje su još pružale otpor. Do 2. listopada osvojene su utvrde: Dorpveld, Walem, Tallaart, Koningshooikt i Lier. Posade utvrda preko noći prebačene su na desnu obalu Neta, te su da na toj crti nastavili pružati otpor.
Belgijski kralj Albert I. tražio je još 30. rujna pomoć od Antante. Britanci su bili zainteresirani za obranu Antwerpena te je Prvi lord Admiraliteta, Winston Churchill, stigao 3. listopada u Antwerpenu i zahtijevao da se otpor produži do dolaska pojačanja. Jedna britanska divizija mornaričkog pješaštva (9,000 ljudi) upućena je u Antwerpen, a 1. korpus upućen je u luku Zeebrugge. Prva pojačanja (2,000 ljudi) stigla navečer 3. listopada.

## Povlačenje snaga Antante i kraj obrane
Usprkos snažnom otporu, Nijemci su 4. i 5. listopada prešli Netu J od Liera, a 6. listopada kod Duffela, što je natjeralo Belgijance da odustanu od daljeg otpora na ovoj rijeci. Da bi se belgijska vojska spasila od okruženja, naređeno je da se operativne trupe (pod zaštitom belgijske 2. divizije i britanske 4. brigade) sljedeće noći povuku iza Schelde i spoje s britanskim trupama kod Zeebruggea.
Obrana grada povjerena je generalu Victoru Deguiseu i posadnim trupama. On je 7. listopada odbio njemački zahtjev za kapitulaciju, te su oni počeli bombardirati tvrđavu topovima 130 i 150 mm, te su prešli Sheldu kod Schoonaardea i prodrli prema Lokerenu. Deguise je sljedeći dan u 17h započeo povlačenje svojih i brit. trupa.
Iznenađeni povlačenjem, Nijemci su napredovali veoma oprezno i sporo. Kod Moerbekea su blokirali željezničku prugu i presjekli povlačenje protivnika, došlo je do sukoba, pa se znatan dio savezničkih trupa (oko 30,000 Belgijanaca i 2,000 Britanaca), krajnje iscrpljen od gladi i umora, prebacio preko nizozemske granice.

## Posljedice sukoba
Prve njemačke trupe ušle su 9. listopada u Antwerpen u gradu su zatekli evakuiranu luku i uništene brodove. Našavši se u beznadnoj situaciji, general. Deguise je pristao na kapitulaciju, tvrđave. Na vrijeme opsade visoke, uočljive utvrde Antwerpena uništene su jer su Nijemci u pokretnoj opsadnom topništvu imali i kalibre 305 i 420 mm. Obrana Antwerpena zadržala je njemačko nadiranje i dala potrebno vrijeme za konsolidiranje bojišnice u Flandriji, odnosno na rijeci Yseru.